# Archivo Histórico de Roquetes-Nou Barris
El Archivo Histórico de Roquetes-Nou Barris, con el nombre completo Centro de Estudios Populares y Arxivo Historico de Roquetes-Nou Barris, es una entidad sin ánimo de lucro creada en 1983 gracias a las aportaciones documentales de particulares.
Está dedicada a la recogida y mantenimiento de un fondo documental sobre la historia del distrito de Nou Barris de Barcelona (España) y de los trece barrios que lo forman. También funciona como espacio de consulta documental y de divulgación, entre otras cosas organizando charlas, exposiciones y publicando libros y revistas como L'Arxiu. El Archivo está formado por una pequeña hemeroteca, biblioteca, fondo fotográfico, planos, carteles, dossieres, etc. Todo este material documental se ha logrado a través de donaciones de los vecinos y de trabajo de investigación.
La financiación proviene de las cuotas de los socios y socias, de las donaciones de particulares y de algunas subvenciones públicas. Fue fundada en la escuela de adultos Freire, posteriormente trasladándose al Ateneo Popular de Nou Barris y desde 2011 está ubicado en edificio de la asociación 9Barris Acull en Vía Favencia nº288. En 2000 recibió la Medalla de Honor de Barcelona .